# Association de la Jeunesse Auxerroise 1994-1995
Questa voce raccoglie le informazioni riguardanti la Association de la Jeunesse Auxerroise nelle competizioni ufficiali della stagione 1994-1995.

## Maglie e sponsor
Lo sponsor tecnico per la stagione 1994-1995 è Uhlsport, mentre lo sponsor ufficiale è Poulets DUC.
| Manica sinistra · Manica sinistra · Maglietta · Maglietta · Manica destra · Manica destra · Pantaloncini · Pantaloncini · Calzettoni |

## Organigramma societario
Area direttiva
- Presidente: Jean-Claude Hamel
- Amministratore: Jean Edy

Area tecnica
- Direttore sportivo: Guy Roux
- Allenatore: Guy Roux
- Allenatore in seconda: Dominique Cuperly

## Rosa
| N. |                        | Ruolo | Calciatore         |
| -- | ---------------------- | ----- | ------------------ |
|    | Francia (bandiera)     | P     | Lionel Charbonnier |
|    | Francia (bandiera)     | P     | Fabien Cool        |
|    | Francia (bandiera)     | P     | Bruno Martini      |
|    | Francia (bandiera)     | D     | Laurent Ciechelski |
|    | Francia (bandiera)     | D     | Frédéric Danjou    |
|    | Francia (bandiera)     | D     | Alain Goma         |
|    | Francia (bandiera)     | D     | Stéphane Mahé      |
|    | Madagascar (bandiera)  | D     | Franck Rabarivony  |
|    | Francia (bandiera)     | D     | Johan Radet        |
|    | Francia (bandiera)     | D     | Christophe Rémy    |
|    | Francia (bandiera)     | D     | Franck Silvestre   |
|    | Paesi Bassi (bandiera) | D     | Frank Verlaat      |
|    | Nigeria (bandiera)     | D     | Taribo West        |
|    | Francia (bandiera)     | C     | Joël André         |
|    | Francia (bandiera)     | C     | Christophe Cocard  |

| N. |                    | Ruolo | Calciatore        |
| -- | ------------------ | ----- | ----------------- |
|    | Francia (bandiera) | C     | Bernard Diomède   |
|    | Francia (bandiera) | C     | Raphaël Guerreiro |
|    | Francia (bandiera) | C     | Christian Henna   |
|    | Francia (bandiera) | C     | Yann Lachuer      |
|    | Francia (bandiera) | C     | Sabri Lamouchi    |
|    | Francia (bandiera) | C     | Corentin Martins  |
|    | Algeria (bandiera) | C     | Moussa Saïb       |
|    | Francia (bandiera) | C     | Philippe Violeau  |
|    | Francia (bandiera) | A     | Gérald Baticle    |
|    | Francia (bandiera) | A     | Lilian Laslandes  |
|    | Francia (bandiera) | A     | Fabrice Lepaul    |
|    | Francia (bandiera) | A     | Georges Moureaux  |
|    | Francia (bandiera) | A     | Franck Soler      |
|    | Francia (bandiera) | A     | Pascal Vahirua    |

## Risultati

### Coppa delle Coppe
| Arbitro: | Nicchi |

|                                |           |             |
| Jeličić 1’ Soldo 39’ Pamić 64’ | Marcatori | 20’ Diomède |

| Arbitro: | Luinge |

|                                   |           |  |
| Diomède 40’ Mahé 74’ Lamouchi 89’ | Marcatori |  |

| Arbitro: | Mikkelsen |

|                        |           |                      |
| Özdilek 40’ Sağlam 44’ | Marcatori | 54’ Saïb 59’ Martins |

| Arbitro: | Díaz Vega |

|                   |           |  |
| Lamouchi 44’, 49’ | Marcatori |  |

| Arbitro: | Sundell |

|                   |           |             |
| Wright 60’ (rig.) | Marcatori | 63’ Verlaat |

| Arbitro: | Zhuk |

|  |           |            |
|  | Marcatori | 16’ Wright |